# Goggomobil

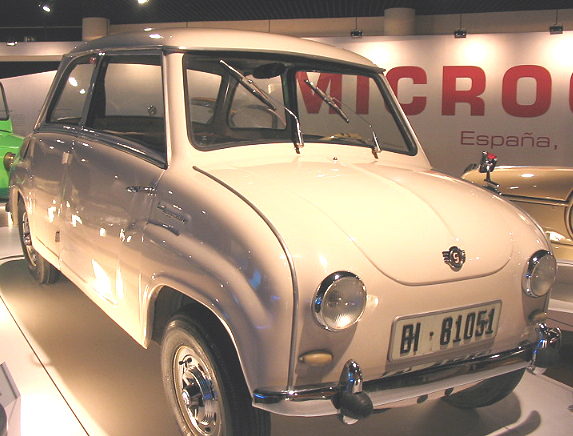
Goggomobil 400 S

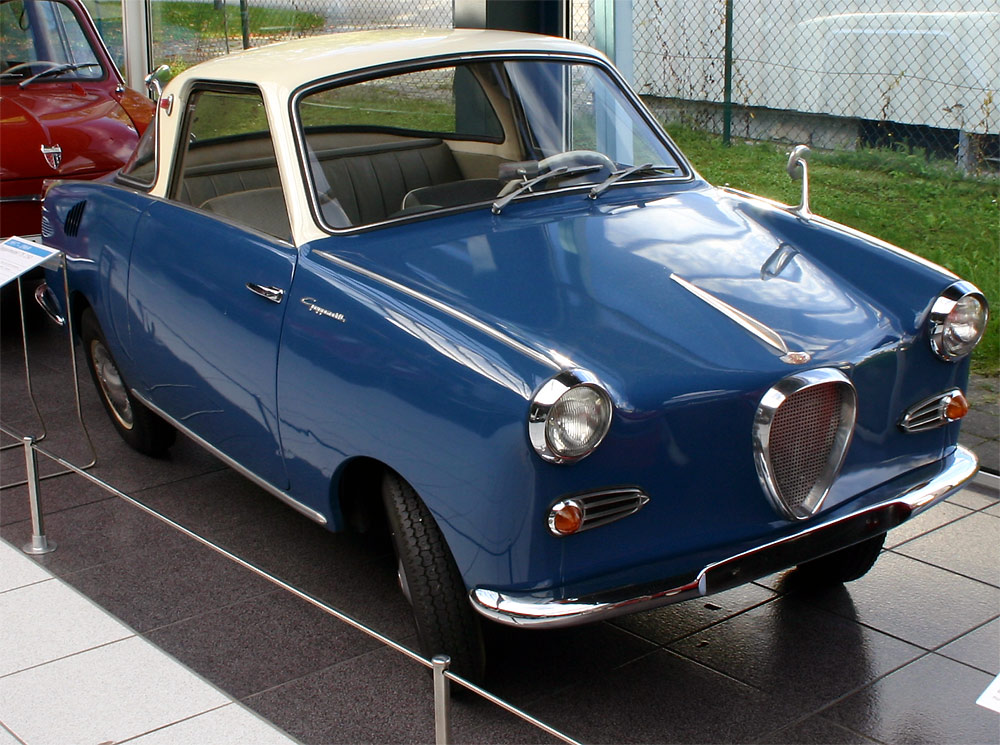
Goggomobil TS 250 Coupe

Goggomobil var en tysk mikrobil tillverkad av företaget Glas mellan 1955 och 1969.
Motorn var en tvåcylindrig 250cc tvåtaktare av eget fabrikat. Senare kom motorer på både 300 och 400 cc.
Att många tyska mikrobilar hade just 250cc motorer, berodde på att det räckte med ett enklare körkort om fordonet hade en motor med en slagvolym mindre än 250cc. Grillen var mest för syns skull, motorn satt nämligen bak.
Goggomobilen blev i 1950-talets Västtyskland en populär småbil. Precis som Volkswagens "bubbla", BMW Isetta, Messerschmitt och flera andra var Goggomobilen en tänkt folkbil. I takt med Västtysklands ekonomiska uppgång försvann dessa småbilar och Goggomobilen var inget undantag. Under 1960-talet kom Glas med nya och större modeller.